# دهستان جهان‌آباد
دهستان جهان‌آباد، یکی از دهستان‌های بخش مرکزی شهرستان هیرمند در استان سیستان و بلوچستان ایران است. مرکز این دهستان، روستای جهان‌آباد سفلی است.

## جمعیت
بر پایه سرشماری عمومی نفوس و مسکن در سال ۱۳۹۵، جمعیت دهستان جهان‌آباد برابر با ۱۵٬۰۶۹ نفر بوده‌است.